# Transporte Aéreo Rioplatense
Transporte Aéreo Rioplatense SACL fue una aerolínea de carga argentina. Operó en los años 1970 y 1980.

## Historia
La aerolínea fue creada en diciembre de 1969 por Carlos F. Martínez Guerrero y varios de sus colaboradores. Las operaciones comenzaron en julio de 1970, sin embargo, el primer avión, un Canadair CL-44 carguero no comenzó el servicio con la línea aérea hasta 1971. Los vuelos con la CL-44 comenzaron entre Buenos Aires y Houston, en los que se transportaba ganado vacuno y luego la aerolínea se estableció rápidamente en todo el mundo operando charters especiales, sumando tres aeronaves más del mismo tipo. La aerolínea tenía vuelos regulares a Houston y Miami, y a Basilea, Suiza desde septiembre de 1976. La aerolínea adquirió su primer Boeing 707 carguero de Dan-Air en 1978, y una segunda, un año después. La llegada de los 707 llevó a la jubilación gradual del servicio de los CL-44.
Transporte Aéreo Rioplatense continuó operando en la década de 1980, pero había dejado de operar en 1989.

### Accidente de 1981 en Armenia
En 1981 la línea aérea fue contratada para llevar a cabo una serie de vuelos para enviar armas a Irán, para ayudar a armar una contrarrevolución en Nicaragua. Para ello, un total de 360 toneladas de armas debía ser transportado desde Israel a Irán.
El 18 de julio de 1981 uno de los CL-44 de la aerolínea volaba a Chipre después de hacer el tercer vuelo de entrega a Irán. Se perdió en el espacio aéreo soviético en la República Socialista Soviética de Azerbaiyán y la Fuerza Aérea Soviética envió un Sukhoi Su-15 para interceptarlo. El Su-15 golpeó la cola del CL-44 y se estrelló cerca de la frontera soviético-turca, matando a los cuatro ocupantes. La Unión Soviética afirmó que su piloto Su-15 deliberadamente derribó al CL-44 por embestida aérea.

## Destinos
- Buenos Aires / Aeropuerto Internacional Ministro Pistarini
- Houston / Aeropuerto Intercontinental George Bush
- Miami / Aeropuerto Internacional de Miami
- Basilea / Aeropuerto de Basilea-Mulhouse-Friburgo

## Flota
La flota incluyó las siguientes aeronaves: